# Tony Meilhon
Ne doit pas être confondu avec l'escroc Tony Peillon.
 (mai 2016).
Tony Meilhon, né le 14 août 1979 à Nantes, est un criminel multirécidiviste français. 
En première instance, le 5 juin 2013, il est reconnu coupable du meurtre commis en janvier 2011 sur Laëtitia Perrais, 18 ans, serveuse dans un hôtel de La Bernerie-en-Retz et, pour ces faits, est condamné par la cour d'assises de Loire-Atlantique à la réclusion criminelle à perpétuité, assortie d'une peine de vingt-deux ans de sûreté ainsi que d’une décision de rétention de sûreté s’il était jugé dangereux après avoir purgé sa peine.
Tony Meilhon interjette appel et, au terme d'un nouveau procès qui se tient du 13 au 26 octobre 2015 à la cour d'appel de Rennes, il est condamné à la réclusion criminelle à perpétuité, assortie d'une peine de sûreté de vingt-deux ans, sans mesure de rétention de sûreté.

## Famille et jeunesse
Tony Meilhon naît le 14 août 1979 à Nantes. Il est le fils de Jacques Meilhon et de Jocelyne Coignard,,,,, employée de mairie.
Sa mère avait été violée à l'âge de quinze ans par son propre père : de ce viol est né un garçon, le demi-frère aîné de Tony. Elle se marie avec Jacques Meilhon dont elle a trois enfants : un garçon, une fille et Tony. Le mari reconnaît l'enfant qui était né de l'inceste. Lorsque Tony Meilhon est âgé de 3 ans, ses parents se séparent, sa mère fuyant un mari alcoolique et violent qui, selon ses dires, la « forçait » à avoir des enfants — dont Tony, dernier des quatre.
Cinq ans plus tard, sa mère se remet en couple avec Charles Benbella, avec qui elle a une fille, Adeline,. Tony ne s'entend pas avec son beau-père qui le bat, est rejeté par sa mère, et idéalise son père. Il redouble, puis est placé en foyer, à 13 ans, par l'aide sociale à l'enfance. Il le vit comme un abandon, et fugue régulièrement.
Lors du procès en première instance pour le meurtre de Laëtitia Perrais, le psychiatre Bruno Millet décrit la jeunesse de Tony Meilhon comme marquée par son « incapacité » à se « conformer aux règles de la vie sociale. » Le jeune homme pratique l'école buissonnière, la délinquance, consomme précocement de l'alcool, du haschich et de la cocaïne. Impulsif, intolérant à la frustration, il multiplie les délits et est arrêté plusieurs fois, à partir de ce moment-là, pour des braquages, des cambriolages et du trafic de stupéfiants. Il est incarcéré pour la première fois à 15 ans.
Par la suite, il fait l'objet d'une quinzaine de condamnations, — dont le viol en réunion d'un codétenu en 1997 — et violences, passant 14 années en prison entre octobre 1996 et février 2010.

## Parcours criminel
En octobre 1996, à 17 ans, il est incarcéré pour la première fois, pour vol de voiture.
Il viole un de ses co-détenus pendant sa détention. Il écope de 2 ans de prison avec sursis.
En mars 2001, il est condamné à 3 ans de prison ferme (ses 2 ans de sursis s'ajoutent à sa peine), pour violence avec arme sur un co-détenu.
En juin 2005, il est condamné à 6 ans de prison pour 4 vols à main armée.
En juin 2009, il est condamné à 6 mois de prison ferme assortis d'une épreuve de 2 ans, pour outrage et menaces à magistrat.
Il est libéré le 24 février 2010.

## Meurtre de Laëtitia Perrais
Le 18 janvier 2011, sortant de son travail dans un hôtel-restaurant de La Bernerie-en-Retz (station balnéaire au sud de Pornic, dans la Loire-Atlantique), où elle est apprentie, Laëtitia Perrais rejoint Tony Meilhon. Le lendemain, Jessica Perrais, la sœur jumelle de Laëtitia, qui vit avec elle depuis 2005 en famille d'accueil, chez les Patron — elles ont toutes deux été placées en famille d'accueil par les services sociaux découvre le scooter renversé à quelques dizaines de mètres de leur domicile, et prévient la police de sa disparition.
Tony Meilhon, arrêté le 20 janvier, est placé en garde à vue. Les enquêteurs retrouvent dans le coffre de sa 106 blanche du sang (celui de Laëtitia Perrais) et, dans son téléphone portable, des photos de Laëtitia Perrais prises sur la plage où ils ont fait connaissance. Dans le pré où est garée la caravane, ils trouvent un caddie carbonisé qui contient un couteau, une hache, une scie à métaux et une boucle d'oreille appartenant à Laëtitia Perrais. Meilhon nie toute implication. Dans sa cellule de garde à vue, il chante « Oh Laëtitia, qu’est-ce que t’étais bonne, je me suis pas ennuyé oh la la, ton petit corps, ça vaut trente ans de prison. […] Oh Laëtitia la gendarmerie n’a rien pu faire pour toi. » , aveux enregistrés par un gendarme avec son smartphone.
Une découverte imprévue l'incite à avouer en partie : sur les indications de l'ex-petite-amie de Meilhon, qui révèle aux gendarmes le lieu où il aime pêcher, des plongeurs retrouvent le 1er février 2011 la tête et les membres sciés de Laëtitia Perrais dans le Trou Bleu, un étang situé à Lavau-sur-Loire (Loire-Atlantique) au lieu-dit La Garenne. Le tronc est manquant.
Le 9 avril 2011 une promeneuse découvre le tronc de la jeune femme flottant sur l'étang de Briord : avec le réchauffement du printemps, la putréfaction a fait remonter le corps malgré le parpaing auquel il est lesté,,.
Interrogé, Meilhon soutient dans un premier temps qu'il a heurté involontairement Laëtitia Perrais avec son scooter. La croyant morte, il aurait « maquillé cet accident en crime », hypothèse qu'il qualifie lui-même par la suite de « farfelue ».
Au terme de l'enquête, les gendarmes de la section de recherches d'Angers parviennent à établir que, dans la nuit du 18 au 19 janvier 2011, Meilhon emmène Laëtitia Perrais dans plusieurs bars puis la ramène dans sa caravane où il habite. Il l'incite  à boire, fumer un peu de haschich et même sniffer de la cocaïne. Alors que Meilhon est un cocaïnomane notoire, il est possible que cette consommation de cocaïne ait constitué une première pour Laëtitia Perrais. Il veut coucher avec elle, mais elle refuse, si bien qu'il la viole. Elle envoie un message vocal à un ami, l'informant qu'elle vient de subir un viol. Tony Meilhon la ramène jusqu'à son scooter, à La Bernerie-en-Retz, mais réalise qu'elle risque de porter plainte pour viol. Il décide alors de la rattraper avec sa voiture et la renverse à quelques dizaines de mètres de l'entrée de sa maison. Il la met dans son coffre, l'emmène dans un bois où il l'étrangle et la poignarde plus de quarante fois,. Puis il démembre son corps et le jette dans deux étangs distants de 50 kilomètres : le tronc dans un premier étang, la tête, les bras et les jambes sous 8 mètres d'eau dans le Trou bleu, à Lavau, dans une nasse de grillage à poule.
Les experts judiciaires indiquent que la victime a été frappée, mortellement étranglée, puis poignardée à une quarantaine de reprises avant d'être découpée, sans qu'il soit possible de déterminer si elle a été violée,.

## Procès et condamnations

### Procès en première instance
Lors de son procès en première instance, en juin 2013, Tony Meilhon reconnaît en partie les faits qui lui sont reprochés,. Il impute cependant à un complice inconnu les parties les plus atroces de son crime,. Les experts-psychiatres décrivent Tony Meilhon comme un homme intelligent et responsable de ses actes, à la personnalité psychopathique. Lui-même se complaît à se décrire comme « un monstre ». Au terme du procès, la Cour d'assises de Loire-Atlantique reconnaît Tony Meilhon coupable du meurtre et le condamne à la réclusion criminelle à perpétuité, assortie d'une peine de vingt-deux ans de sûreté et d’une décision de rétention de sûreté. Cette condamnation suit les réquisitions de l'avocat général Florence Lecoq. Tony Meilhon fait appel de sa condamnation, dans le but d'obtenir la suppression de la rétention de sûreté lors du deuxième procès,.

### Procès en appel
Ce verdict, sans la mesure de rétention de sûreté, est confirmé en seconde instance, en 2015, par la Cour d'appel de Rennes. Le 6 octobre 2016, il écope d'une nouvelle année en prison pour avoir intentionnellement incendié sa cellule le 21 septembre 2016,.
Parallèlement, Gilles Patron, assistant familial en Loire-Atlantique, est mis en examen le 17 août 2011 pour « viols et agressions sexuelles par personne abusant de l’autorité que lui confère sa fonction ». Alors que cet homme appelait à la plus grande sévérité à l’encontre des délinquants sexuels, plusieurs jeunes femmes, dont Jessica Perrais, l'accusent d'agression sexuelles. Incarcéré en août 2011, Gilles Patron est finalement remis en liberté en mai suivant, avec un bracelet électronique. Le 28 mars 2014, la cour d’assises de Loire-Atlantique le condamne à huit ans de prison pour viols et/ou agressions sexuelles sur cinq victimes dont Jessica Perrais, placée chez lui depuis l'âge de 13 ans. Le verdict est assorti d’une mesure de suivi socio-judiciaire de cinq années avec injonction de soins, sous peine de trois années supplémentaires d’emprisonnement, une privation de dix ans des droits civiques et l’inscription au fichier des auteurs d’infractions sexuelles. Cette condamnation a fait naître le soupçon qu'il aurait pu aussi abuser de Lætitia. En juin 2017, il conteste son placement en isolement et fait une demande de réparation à l'État, laquelle sera rejetée.

## Emprisonnement
Meilhon est actuellement[Quand ?] incarcéré au centre pénitentiaire d'Alençon-Condé-sur-Sarthe.
Tony Meilhon met le feu à sa cellule pour protester contre le refus de l'administration carcérale de lui fournir du tabac. Pour ce geste il est condamné à un an supplémentaire de prison et 4 420 euros de dommages.
Le 2 juin 2017, il dépose par l'intermédiaire de son avocat des demandes et réclame des indemnisations à hauteur de 8 000 euros afin de protester contre les conditions de détention qui lui interdisent de travailler en cellule. Il demande également l'annulation de son inscription au répertoire des détenus particulièrement signalés (DPS) et demande l'indemnisation des périodes de placement en isolement au motif des préjudices subis.

## Retentissement politique
Quand il assassine Laëtitia Perrais, en janvier 2011, Tony Meilhon est sorti de prison depuis un an. Il aurait dû être encadré par un suivi judiciaire, que les magistrats et un personnel social débordé n'ont pu mettre en place. Lorsque le président de la République Nicolas Sarkozy déclare, en référence à ce meurtre « Quand on laisse sortir de prison un individu comme le présumé coupable sans s'assurer qu'il sera suivi par un conseiller d'insertion, c'est une faute. Ceux qui ont couvert ou laissé faire cette faute seront sanctionnés », le crime devient une affaire d'État. Ses propos provoquent une révolte sans précédent de magistrats qui observent une grève de dix jours dans toute la France. Le rapport du Conseil de la magistrature montre que le service d'application des peines de Nantes, qui comptait trois juges, en réclamait deux, et que le service d'insertion et de probation de Loire-Atlantique était en sous-effectif, ces dysfonctionnements étant connus depuis longtemps par l'administration centrale. Finalement, la sanction tombe : les magistrats ne sont pas sanctionnés, mais le ministre de la Justice Michel Mercier révoque de ses fonctions Claude-Yvan Laurens, alors directeur interrégional des services pénitentiaires de Rennes. L'intéressé est nommé inspecteur des services pénitentiaires.

## Postérité
L'historien Ivan Jablonka consacre à la victime un « roman vrai » en 2016, Laëtitia ou la Fin des hommes (Prix Médicis 2016).
Dans la série Laëtitia, basée sur le livre de Jablonka et diffusée sur France 2 en septembre 2020, Tony Meilhon est incarné par l'acteur Noam Morgensztern.

## Articles de presse
- « Reconstitution du meurtre de Laëtitia Perrais sans Tony Meilhon » Article de Guillaume Frouin publié le 6 mars 2012 dans Le Point
- « La pression mise sur nous depuis le drame de Pornic nous insécurise » Article de Sonya Faure publié le 15 mai 2013 dans Libération.
- « Tony Meilhon, le parcours d'un multirécidiviste » Article de Lucie Bacon publié le 22 mai 2013 dans Libération.
- « Des demandes de parties civiles rejetées au procès de Tony Meilhon » Article publié le 22 mai 2013 dans Libération.
- « A Nantes, Tony Meilhon refait l’histoire » Article d'Ondine Millot publié le 22 mai 2013 dans Libération.
- « Meilhon s'était confié à un gendarme » Article de Sonya Faure publié le 28 mai 2013 dans Libération.
- « Procès Meilhon : la face cachée de Laëtitia » Article d'Ondine Millot publié le 30 mai 2013 dans Libération.
- « Meurtre de Laëtitia : Tony Meilhon condamné à la perpétuité » Article publié le 5 juin 2013 dans Le Nouvel Observateur
- « Prison à vie pour Tony Meilhon » Article de Sonya Faure publié le 5 juin 2013 dans Libération.
- « Tony Meilhon condamné à la réclusion à perpétuité » Article de Sonya Faure publié le 5 juin 2013 dans Libération.
- « Tony Meilhon condamné à verser 130 000 euros aux proches de sa victime » Article publié le 12 novembre 2013 dans Libération.
- « Meurtre de Laëtitia. Tony Meilhon rejugé en appel à Rennes en novembre » Article publié le 2 juin 2014 dans Ouest-France
- « Tony Meilhon retourne devant les juges » Article de Sonya Faure publié le 16 novembre 2014 dans Libération.
- Liste des articles traitant de l'affaire publiés dans Le Télégramme
- « Le procès de Tony Meilhon » Article publié dans L'Express

## Documentaires télévisés
- « Disparition tragique : L'affaire Laëtitia » (premier reportage) dans Suspect n° 1 le 29 octobre et 2, 12 et 19 novembre 2011 sur TMC.
- « L'affaire Tony Meilhon : une jeune fille prise au piège » le 27 novembre 2013 dans Enquêtes criminelles : le magazine des faits divers sur W9.
- « Le meurtre de Lætitia » (deuxième reportage) dans « ... à Nantes » le 4, 11 et 26 mars 2013, 30 juin et 7 et 15 juillet 2014 dans Crimes sur NRJ 12.
- « Le supplice de la lycéenne : l'affaire Laëtitia Perrais » le 10 juin 2017 dans Indices sur Numéro 23.
- « L’affaire Tony Meilhon : une jeune fille prise au piège », le 21 octobre 2017 dans Passions Criminelles sur Téva.
- « Tony Meilhon, La mauvaise rencontre de Laëtitia » le 28 janvier 2018 dans Faites entrer l'accusé présenté par Frédérique Lantieri sur France 2.